# 市場大介
市場 大介（いちば だいすけ、1963年 - ）は、日本の画家、写真家。グロテスクや官能的な題材の絵を描いており、作品の多くは冊子形式で自費出版されている。

## 経歴
1980年代後半より活動を始める。影響を受けた世界はDADAイズム。1990年には初の冊子形式作品である『三十七才落し子』を発刊した。タイトルは母親が自身を生んだ時の年齢からきているという。これ以降作品は1、2年に1冊のペースで発表されている。
1997年にはコンビニで買物をした際に出会った女子店員をきっかけに過去の出来事を思い出し伴侶キャラ『美杖エズミ』を生みだした。
2006年にはフランスのle monte en l'airにて自身初の個展を開催し、翌年にも同地で個展を開いている。2008～2010年同地で「LE JAPON PARANO」という日本人作家との合同展を企画。
2011年以降は海外（主にパリ）にて個展などを開催。
市場の言葉：「迷ったら迷ったまま描く、どうでもいい」

## 単行本
- 『badaism』（書苑新社 2013年10月）画集 ISBN 978-4883751563
- 『自家中毒OVERDUB』（青林工藝舎 2014年10月） 画集 ISBN 978-4883794034
- 『BADADOOR』（青林工藝舎 2021年3月）画集

## 雑誌特集
- 「アックス」VOL.101 特集:美人画家 市場大介 （青林工藝舎 2014年10月） ISBN 978-4883794027